# Districte d'Ocongate
El districte d'Ocongate és un dels dotze districtes de la província de Quispicanchi de Perú. Fou fundat el 2 de gener de 1857, la seva capital és la ciutat de Ocongate.
La seva població està formada per ciutadans indígenes de descendència quítxua. El quítxua és la llengua de la majoria de la població (90.98%) apresa a parlar a la infantesa, un 8.69% dels residents van començar a parlar utilitzant la llengua castellana.